# NGC 195
NGC 195 es una galaxia espiral barrada localizada en la constelación de Cetus.